# بيغ بوكي
ميلتون باول (بالإنجليزية: Milton Powell) (29 نوفمبر 1974-18 يونيو 2023) اشتهر باسمه الفني بيغ بوكي وهو مغني راب أمريكي من هيوستن. ارتبط اسمه بالموسيقى اللولبية والمتقطعة. وقد كان أحد أعضاء فرقة "سكرود أب كليك".

## الوفاة
في إحدى الحفلات التي كان يقيمها بوكي في مدينة بومونت في ولاية تكساس، مساء السبت 18 يونيو 2023، سقط مغشيًا عليه أثناء الحفلة، ورغم كل محاولات الحاضرين لانعاش قلب بوكي إلا أنه فارق الحياة في حينها.